# Bo Hammarskjöld
Bo Gustaf Hjalmar Hammarskjöld, född 3 juni 1891 i Uppsala församling i Uppsala län, död 4 augusti 1974 i Täby församling i Stockholms län, var en svensk ämbetsman som bland annat var landshövding i Södermanlands län 1935–1958.

## Biografi

### Karriär
Bo Hammarskjöld avlade studentexamen i Uppsala 1909. Han avlade juris kandidat-examen vid Uppsala universitet 1915 och blev samma år extra ordinarie notarie i Svea hovrätt, där han blev biträdande fiskal 1918, tillförordnad fiskal 1919, extra ordinarie assessor 1920, assessor 1921, tillförordnad revisionssekreterare 1925, fiskal 1926 och hovrättsråd 1929. Han blev amanuens i Civildepartementet 1916 och var sekreterare i Andra lagutskottet i riksdagen 1921. Åren 1924–1934 tjänstgjorde han i Socialdepartementet: som tillförordnad byråchef för lagärenden 1924–1925 som ordinarie byråchef för lagärenden 1925–1930, som tillförordnad statssekreterare 1926–1930 och som ordinarie statssekreterare 1930–1934. Hammarskjöld var regeringsråd 1934–1935, landshövding i Södermanlands län 1935–1958 (tjänstledig 1940–1944), ordförande och chef för Statens livsmedelskommission 1939–1945 och civilbefälhavare i Fjärde civilområdet 1951–1958.
Hammarskjöld framstod med sin utomordentliga förmåga till överblick över stora problemkomplex i kombination med en anmärkningsvärd detaljkännedom som en av 1930- och 1940-talens främsta administrativa krafter i Sverige. Sin största insats gjorde han som var ordförande och chef för Statens livsmedelskommission 1939–1945, varvid han uppvisade ”utomordentliga personliga förtjänster vid lösandet av Sveriges försörjningsproblem under det andra världskriget; icke minst spelade därvid hans saklighet och kunnighet vid medling mellan ofta stridiga intressen och även i kontakten med pressen och allmänheten en betydelsefull roll”. Hammarskjöld hade även en lång rad uppdrag i statliga utredningar samt i styrelser för bland annat lantmannaskolor, sjukhus, myndigheter och företag.
Bo Hammarskjöld invaldes 1943 som ledamot av Kungliga Lantbruksakademien och var akademiens preses 1960–1963, varpå han utsågs till hedersledamot 1963. Han invaldes som ledamot av Kungliga Krigsvetenskapsakademien 1946. Hammarskjöld var kansler vid Kungl. Maj:ts orden 1963–1974.

### Familj
Bo Hammarskjöld var son till Hjalmar Hammarskjöld och Agnes Hammarskjöld, född Almquist, samt bror till Åke Hammarskjöld, Sten Hammarskjöld (1900–1972) och Dag Hammarskjöld. Bo Hammarskjöld gifte sig i Uppsala domkyrka den 4 januari 1919 med Signe Fries (1894–1972), dotter till Robert Fries och Sofia Elisabeth Fries, född Bergman. De fick barnen Agneta (1921-2009); gift Richter, Claes (1924–2020) och Elisabet (född 1928). Bo Hammarskjöld ligger begravd i familjegraven på Uppsala gamla kyrkogård.

## Utmärkelser

### Svenska utmärkelser
- Riddare av Nordstjärneorden, 10 december 1926.[2]
- Kommendör av andra klass av Nordstjärneorden, 16 juni 1928.[11]
- Kommendör av första klass av Nordstjärneorden, 6 juni 1931.[12]
- Kommendör med stora korset av Nordstjärneorden, 6 juni 1944.[13]
- Kommendör med stora korset av Vasaorden, 30 november 1945.[14]
- Riddare och kommendör av Kungl. Maj:ts orden (Serafimerorden), 6 juni 1958.[15]

### Utländska utmärkelser
- Riddare av Danska Dannebrogsorden, 19 mars 1916.[2]
- Kommendör av andra graden av Danska Dannebrogorden.[16]
- Kommendör av första graden av Danska Dannebrogsorden.[3]
- Storkorset av Finländska Lejonorden.[3]
- Kommendör med stjärna av Norska Sankt Olavs orden.[17]
- Storkorset av Norska Sankt Olavs orden.[3]